# Microbotryum parlatorei
Microbotryum parlatorei är en svampart som först beskrevs av A.A. Fisch. Waldh., och fick sitt nu gällande namn av Vánky 1998. Microbotryum parlatorei ingår i släktet Microbotryum och familjen Microbotryaceae.   Inga underarter finns listade i Catalogue of Life.